# Paroisse de Sainte-Croix
Pour les articles homonymes, voir Sainte-Croix.
La paroisse de Sainte-Croix (officiellement Saint Croix en anglais), généralement appelée Waweig, est à la fois une paroisse civile et un ancien district de services locaux (DSL) canadien du comté de Charlotte, au sud-ouest du Nouveau-Brunswick, au Canada. Le nom légal du DSL est la paroisse de Saint Croix en français.
Le DSL regroupe en fait une partie seulement de la paroisse civile, le reste étant compris dans le DSL de Bayside et dans la ville de Saint-Andrews. Dans le cadre de la réforme de la gouvernance locale du 1er janvier 2023, le territoire du DSL a été réparti entre la ville de Saint-Stephen et le district rural du Sud-Ouest.

## Toponyme
Le nom Sainte-Croix fut donné à l'origine en 1604 par Pierre Dugua de Mons au Fleuve Sainte-Croix. Le nom fait référence à la confluence en forme de croix avec la rivière Waweig et la baie Oak.

## Géographie

### Situation
La paroisse de Sainte-Croix est situé dans le sud du comté de Charlotte, à 103 kilomètres de route à l'ouest de Saint-Jean et à 115 km au sud-ouest de Fredericton. Le village est bâti sur la rivière Waweig, qui se jette au sud dans la baie Oak, qui elle-même se déverse dans le fleuve Sainte-Croix.
La paroisse de Sainte-Croix est limitrophe de la paroisse de Saint-David à l'ouest, de la paroisse de Dumbarton au nord, de la paroisse de Saint-Patrick à l'est et de Bayside au sud. La paroisse de Dufferin s'élève au sud-ouest, au-delà de la baie Oak. Les villes les plus proches sont Saint-Stephen à 15 km au sud-ouest, Saint-Andrews à 23 km au sud, et Saint-George à 32 km au sud-est.

### Hameaux et lieux-dits
La paroisse comprend le seul hameau de Waweig.

## Histoire
La paroisse civile est érigée en 1784. Le territoire est colonisé au cours de l'année suivante par l'Association loyaliste de Penobscot, d'abord le long du fleuve Sainte-Croix et à Waweig. La municipalité du comté de Charlotte est dissoute en 1966. La paroisse de Sainte-Croix devient un district de services locaux en 1967.

## Économie
Entreprise Charlotte, membre du Réseau Entreprise, a la responsabilité du développement économique.

## Administration

### Comité consultatif
En tant que district de services locaux, Sainte-Croix est administré directement par le Ministère des Gouvernements locaux du Nouveau-Brunswick, secondé par un comité consultatif élu composé de cinq membres dont un président. Il n'y a actuellement aucun comité consultatif.

### Commission de services régionaux
La paroisse de Sainte-Croix fait partie de la Région 10, une commission de services régionaux (CSR) devant commencer officiellement ses activités le 1er janvier 2013. Contrairement aux municipalités, les DSL sont représentés au conseil par un nombre de représentants proportionnel à leur population et leur assiette fiscale. Ces représentants sont élus par les présidents des DSL mais sont nommés par le gouvernement s'il n'y a pas assez de présidents en fonction. Les services obligatoirement offerts par les CSR sont l'aménagement régional, l'aménagement local dans le cas des DSL, la gestion des déchets solides, la planification des mesures d'urgence ainsi que la collaboration en matière de services de police, la planification et le partage des coûts des infrastructures régionales de sport, de loisirs et de culture; d'autres services pourraient s'ajouter à cette liste.

### Représentation et tendances politiques
Nouveau-Brunswick: La partie de Sainte-Croix située au nord de la route 760 est comprise dans la circonscription provinciale de Charlotte-Les-îles, qui est représentée à l'Assemblée législative du Nouveau-Brunswick par Rick Doucet, du Parti libéral. Il fut élu en 2006 et réélu en 2010. La partie au sud de la route 760 est plutôt comprise dans la circonscription provinciale de Charlotte-Campobello, qui est représentée par Curtis Malloch, du Parti progressiste-conservateur. Il fut élu en 2010.
 Canada: Sainte-Croix fait partie de la circonscription électorale fédérale de Nouveau-Brunswick-Sud-Ouest, qui est représentée à la Chambre des communes du Canada par Gregory Francis Thompson, ministre des Anciens Combattants et membre du Parti conservateur. Il fut élu lors de la 40e élection fédérale, en 1988, défait en 1993 puis réélu à chaque fois depuis 1997.

## Vivre dans la paroisse de Sainte-Croix
Il n'y a aucune école francophone dans le comté, les plus proches étant à Saint-Jean ou Fredericton. Les établissements d'enseignement supérieurs les plus proches sont quant à eux situés dans le Grand Moncton.
Le bureau de poste et le détachement de la Gendarmerie royale du Canada les plus proches sont à Saint-Andrews.
Les anglophones bénéficient du quotidien Telegraph-Journal, publié à Saint-Jean, et de l'hebdomadaire Saint Croix Courier, publié à Saint-Stephen. Les francophones ont accès par abonnement au quotidien L'Acadie nouvelle, publié à Caraquet, ainsi qu'à l'hebdomadaire L'Étoile, de Dieppe.

## Culture

### Architecture et monuments
L'habitation de Pierre Dugua de Mons est un site historique provincial.